# Łotwa na Letnich Igrzyskach Olimpijskich 1932
Łotwę na Letnich Igrzyskach Olimpijskich 1932 w Los Angeles reprezentowało dwóch zawodników w dwóch dyscyplinach. Najmłodszym zawodnikiem był Jānis Dimza (25 lat). Najstarszym był Jānis Daliņš (27 lat).

## Zdobyte medale
| Medal  | Zawodnik     | Dyscyplina    | Konkurencja |
| ------ | ------------ | ------------- | ----------- |
| Srebro | Jānis Daliņš | Lekkoatletyka | Chód 50 km. |

## Wyniki zawodników

### Lekkoatletyka

#### Mężczyźni

##### Konkurencje biegowe
| Zawodnik     | Konkurencja   | Czas    | Pozycja | Źródło |
| ------------ | ------------- | ------- | ------- | ------ |
| Jānis Daliņš | Chód na 50 km | 4:57:20 | srebro  | [ 1 ]  |

##### Wieloboje
| Zawodnik    | Konkurencja   |          | 100 m     | Skok w dal | Kula    | Skok wzwyż | 400 m      | 110 m ppł. | Dysk      | Tyczka  | Oszczep | 1500 m | Wynik końcowy    | Źródło |
| ----------- | ------------- | -------- | --------- | ---------- | ------- | ---------- | ---------- | ---------- | --------- | ------- | ------- | ------ | ---------------- | ------ |
| Jānis Dimza | Dziesięciobój | Rezultat | 11.3      | 7,22 m     | 14,33 m | 1,78 m     | 54.8       | 16.4       | 40,76 m   | 3,50 m  | DNS     | DNS    | Nieklasyfikowany | [ 2 ]  |
| Jānis Dimza | Dziesięciobój | Punkty   | 833,4 pkt | 906,9 pkt  | 899 pkt | 790 pkt    | 751,84 pkt | 867 pkt    | 830,9 pkt | 757 pkt | DNS     | DNS    | Nieklasyfikowany | [ 2 ]  |